# Cyrtodactylus interdigitalis
Espèce
Cyrtodactylus interdigitalis est une espèce de geckos de la famille des Gekkonidae.

## Répartition
Cette espèce est endémique de Thaïlande. Elle se rencontre dans les provinces de Phetchabun et de Loei.

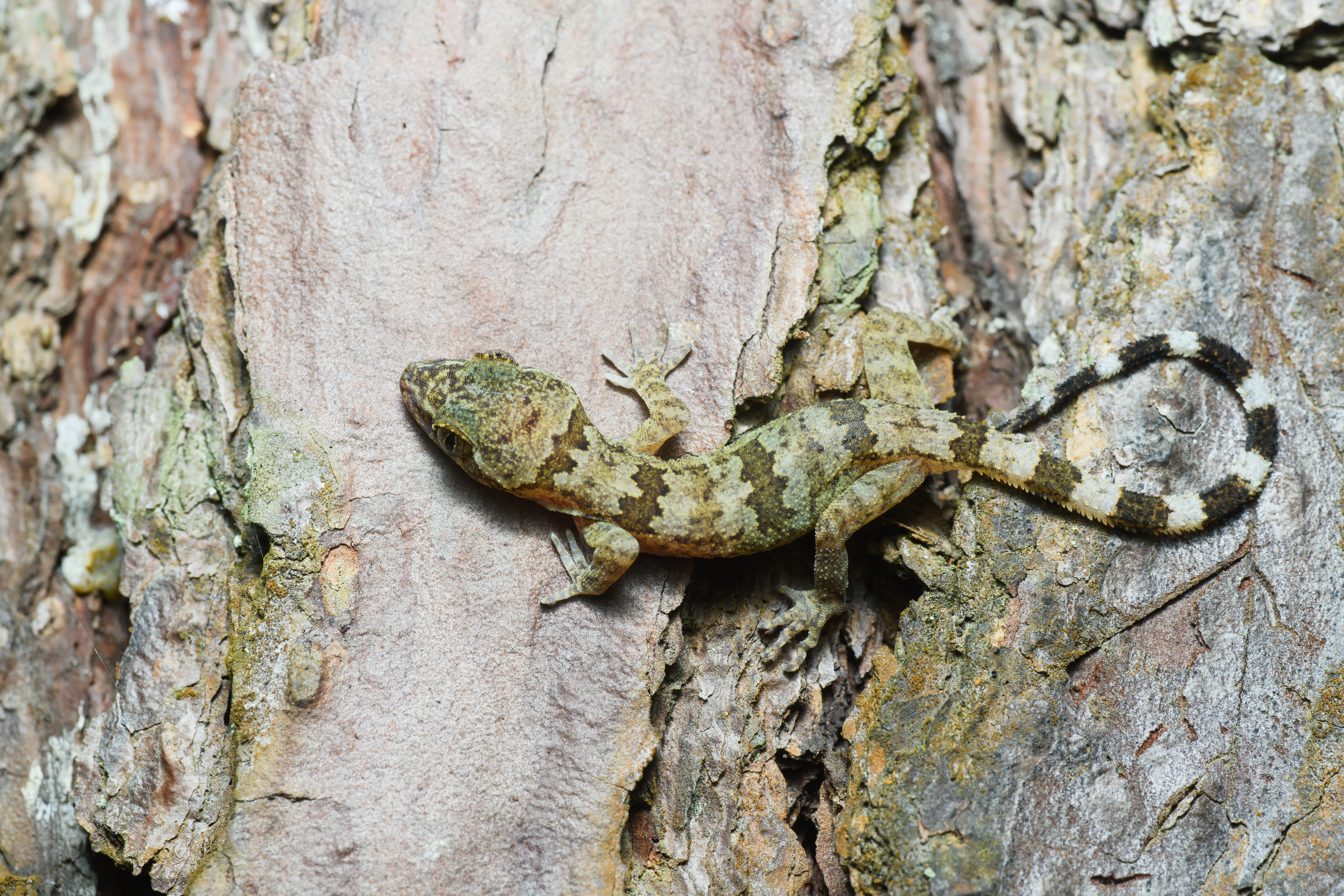
Cyrtodactylus interdigitalis, Parc national de Phu Hin Rong Kla, Thaïlande

## Publication originale
- Ulber, 1993 : Bemerkungen über cyrtodactyline Geckos aus Thailand nebst Beschreibungen von zwei neuen Arten (Reptilia: Gekkonidae). Mitteilungen aus dem Zoologischen Museum in Berlin, vol. 69, n. 2, p. 187-200.